# Robertsonia mourei
Robertsonia mourei är en kräftdjursart som beskrevs av Nogveira 1961. Robertsonia mourei ingår i släktet Robertsonia och familjen Diosaccidae. Inga underarter finns listade i Catalogue of Life.